# جری واندام
جری واندام (انگلیسی: Jerry Vandam؛ زادهٔ ۸ دسامبر ۱۹۸۸) بازیکن فوتبال اهل فرانسه است.
از باشگاه‌هایی که در آن بازی کرده‌است می‌توان به باشگاه فوتبال مشلان، باشگاه فوتبال لیل، و باشگاه فوتبال کان اشاره کرد.